# Киселі (Калузька область)
Киселі (рос. Кисели) — присілок в Спас-Деменському районі Калузької області Російської Федерації.
Населення становить 10 осіб. Входить до складу муніципального утворення Село Любунь.

## Історія
Від 2004 року входить до складу муніципального утворення Село Любунь

## Населення
| 2002 | 2007 | 2010 |
| ---- | ---- | ---- |
| 9    | ↗11  | ↘10  |